# St. Wendelin (Mühlingen)

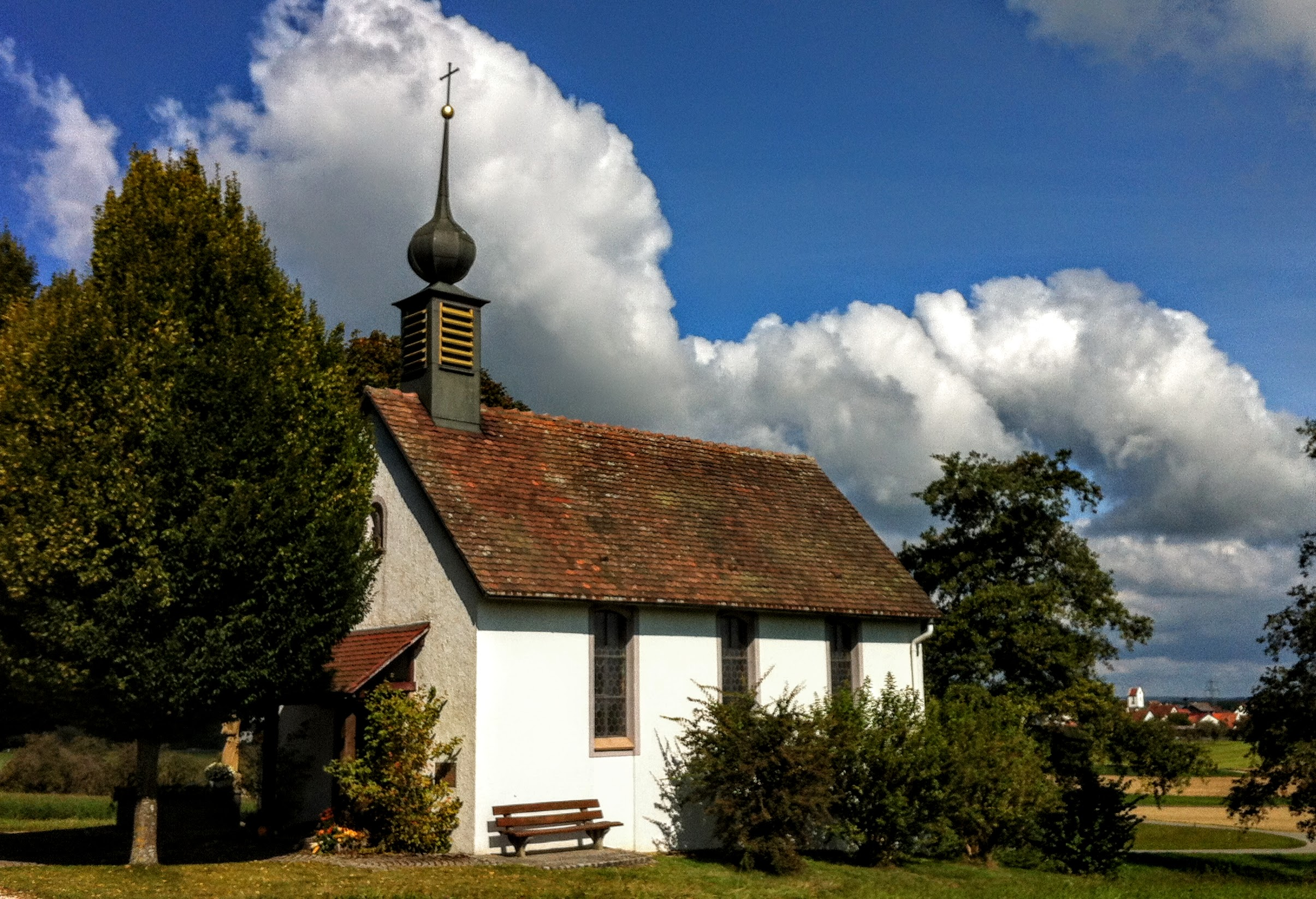
Oktober 2016

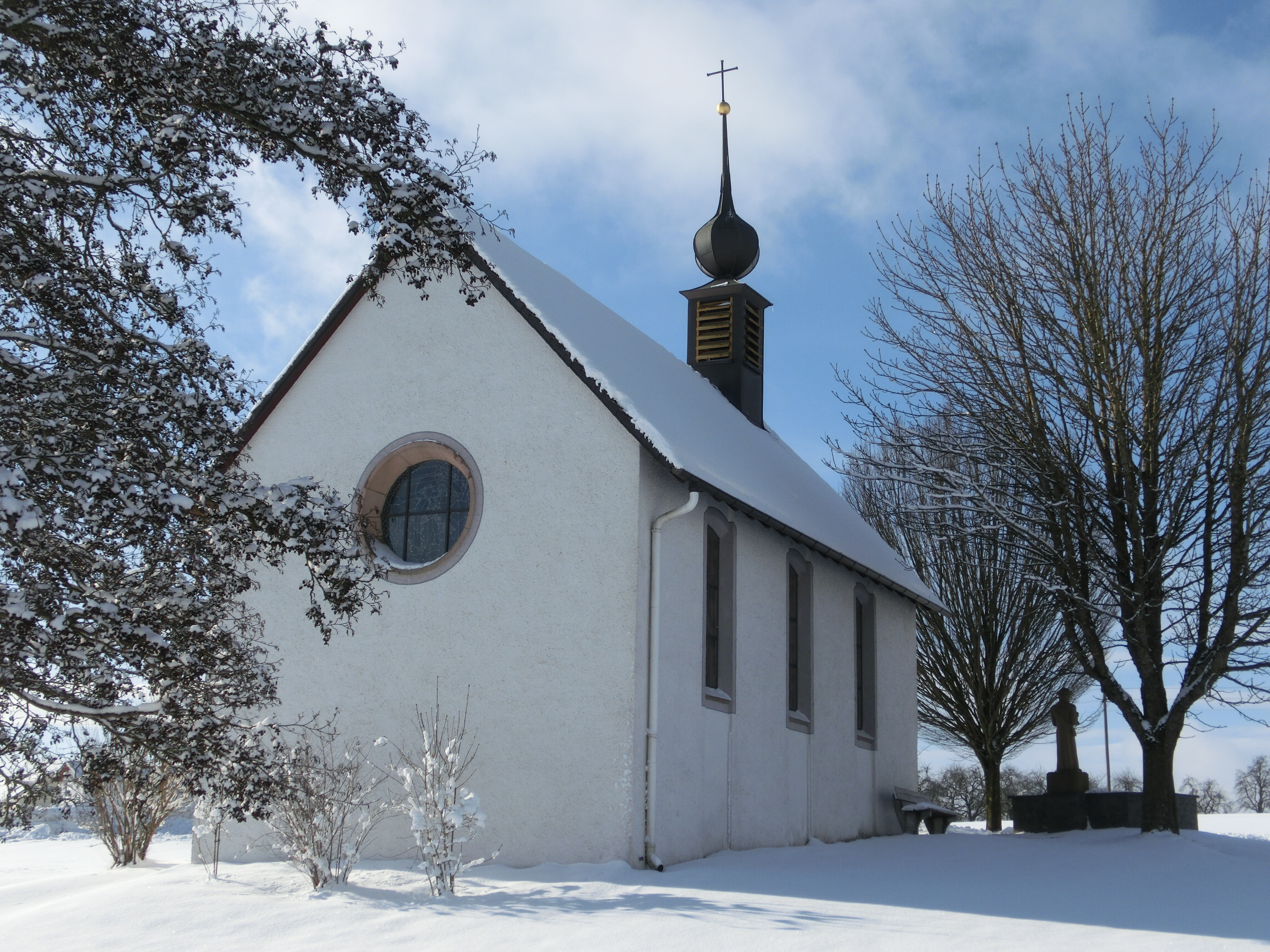
Januar 2015

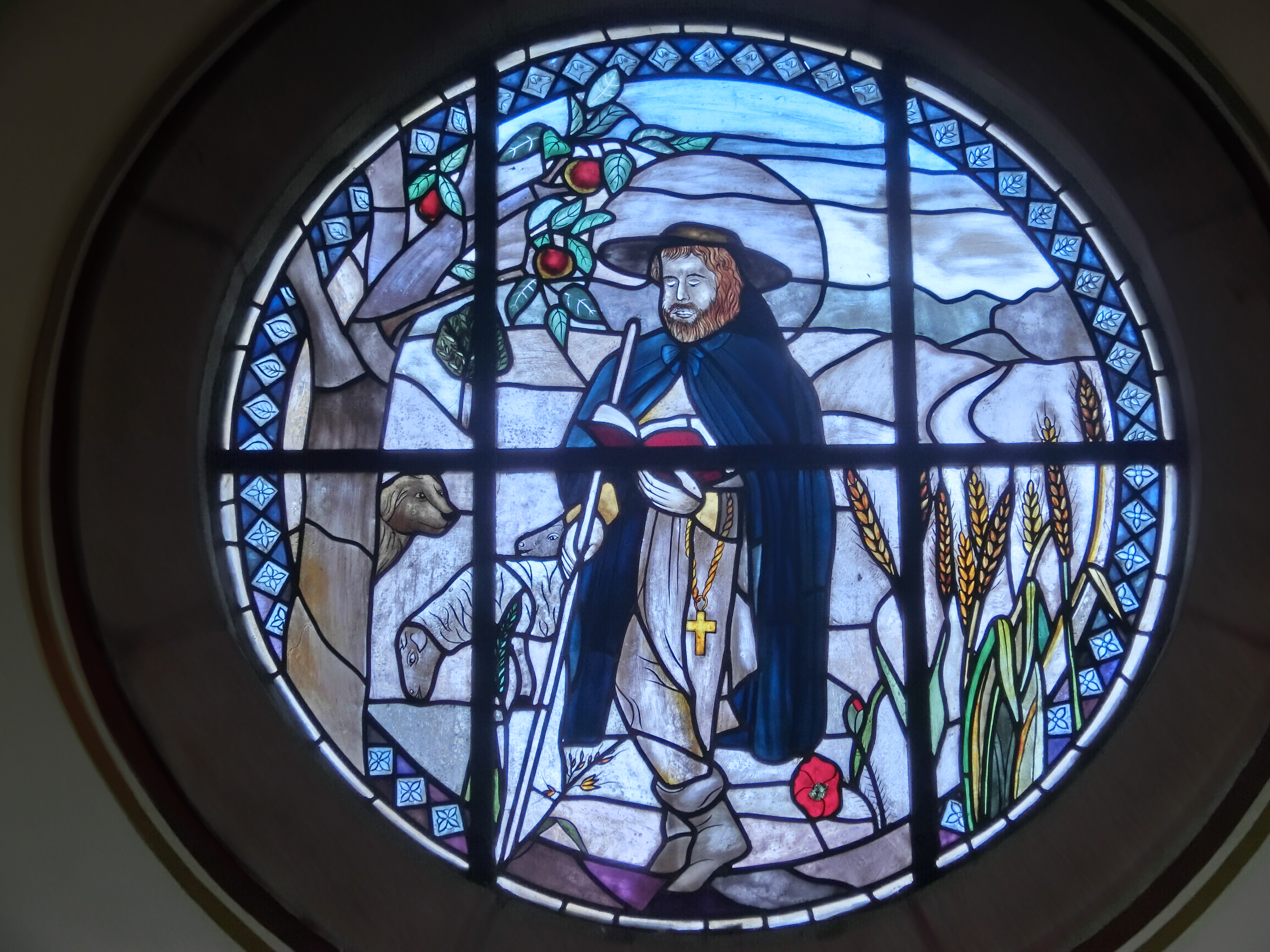
Der Hl. Wendelin

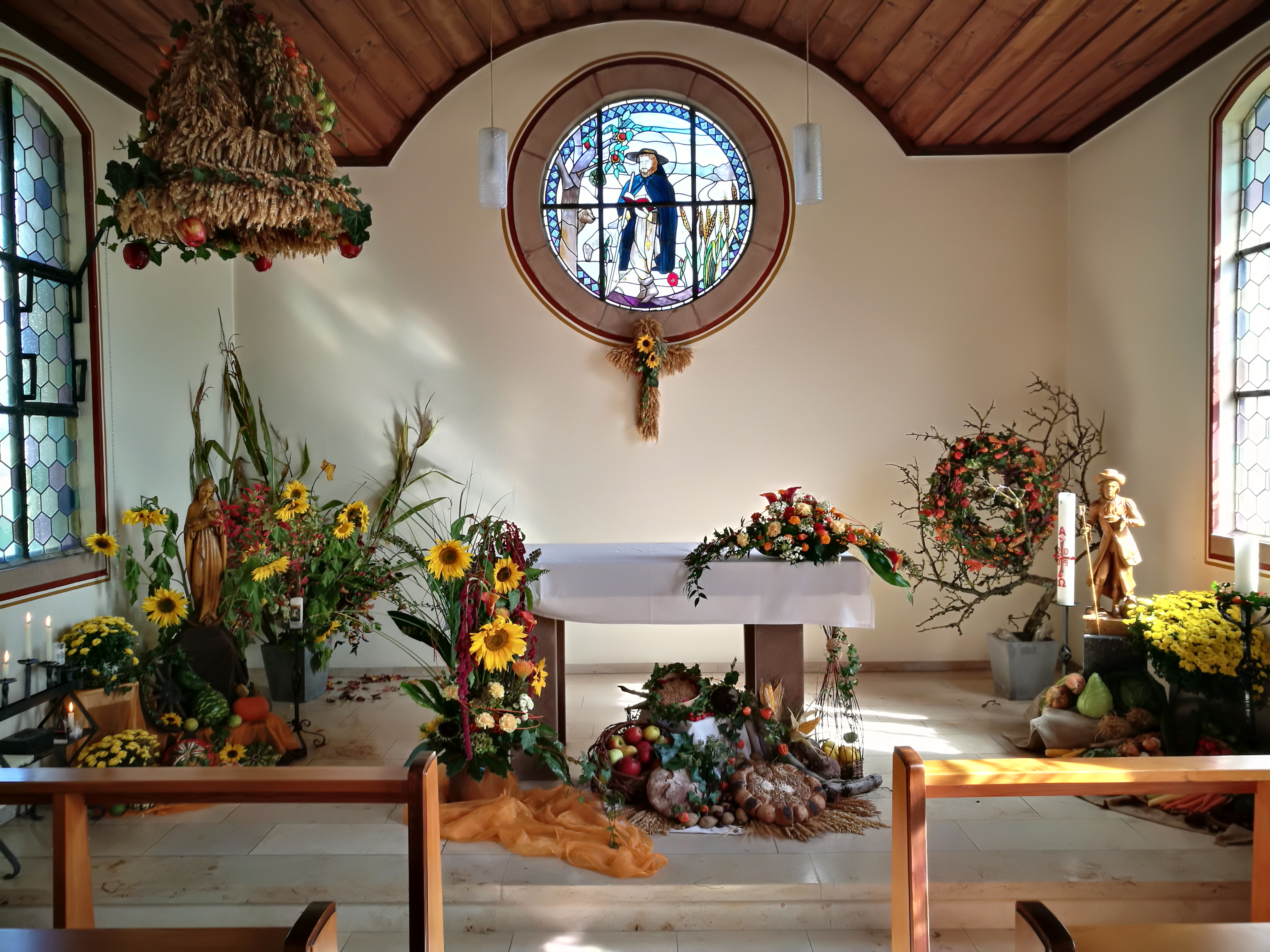
Innenraum, zum Erntedankfest 2017 geschmückt

St. Wendelin ist eine katholische Kapelle im Ortsteil Hecheln der Gemeinde Mühlingen im baden-württembergischen Landkreis Konstanz in Deutschland.

## Geschichte
Vermutlich gab es in Hecheln schon vor 1783 eine Kapelle. Aus Dankbarkeit, dass ihr Vieh von der damals aufgetretenen Maul- und Klauenseuche verschont geblieben worden war, erbauten die Bewohner Hechelns die Kapelle und tauften sie nach dem Heiligen Wendelin, der als Schutzpatron der Hirten, Landleute, Bauern, Tagelöhner und Landarbeiter gilt. Die Weihe der Kapelle erfolgte am 30. Januar 1797.
1879 vermerkte der Mühlinger Pfarrer anlässlich einer Kirchenvisitation, dass in der Hechelner Filialkapelle jährlich sieben stille, heilige Messen gehalten werden sollen.
Dreißig Jahre später war das Gebäude baufällig. 1921 legte das Bauamt Konstanz Pläne und Kostenvoranschläge zu einem Neubau der Kapelle vor, die aber aufgrund wohl fehlender Geldmittel nicht zur Ausführung kamen.
1936 veranlasste das Bezirksamt Stockach die Schließung und verlangte den Abbruch oder eine ordnungsgemäße Instandsetzung der Kapelle.
Nach weiteren Rückschlägen nahmen die Hechelner Bürger 1953 den Bau in Angriff: die alte Kapelle wurde im Sommer 1954 abgebrochen und von Oktober 1955 bis Ende 1957 der Neubau errichtet. Es entstand ein sehr schlichter Rechteckraum mit Dachreiter, der rund 50 Gläubigen Sitzplatz bietet.

## Schutzpatron St. Wendelin
Wendelin (lat. Wendelinus, auch Wendalinus, umg. Wendel) ist ein katholischer Heiliger. Der Legende nach soll er im 6. Jahrhundert im Bistum Trier missionierend tätig gewesen sein. Das Grab Wendelins befindet sich in der Wendalinusbasilika in der nach ihm benannten Stadt St. Wendel.
Sein Gedenktag ist der 20. Oktober. Die Bauernregel für diesen Tag lautet: Sankt Wendelin, verlass uns nie, schirm unsern Stall, schütz unser Vieh.